# Campionati mondiali juniores di biathlon 2019
I Campionati mondiali juniores di biathlon 2019 si sono svolti dal 27 gennaio al 3 febbraio a Osrblie, in Slovacchia. Le gare, maschili e femminili, si sono articolate nelle due categorie "Giovani" (fino a 19 anni) e "Juniores" (fino a 21 anni).

## Calendario
| Uomini "Giovani"  | 12,5 km individuale |                     | Staffetta 3x7,5 km |                    |   | 7,5 km sprint |               | 10 km inseguimento   | 4  |
| Uomini "Juniores" |                     | 15 km individuale   |                    | Staffetta 4x7,5 km |   |               | 10 km sprint  | 12.5 km inseguimento | 4  |
| Donne "Giovani"   | 10 km individuale   |                     | Staffetta 3x6 km   |                    |   | 6 km sprint   |               | 7,5 km inseguimento  | 4  |
| Donne "Juniores"  |                     | 12,5 km individuale |                    | Staffetta 3x6 km   |   |               | 7,5 km sprint | 10 km inseguimento   | 4  |
| Totale            | 2                   | 2                   | 2                  | 2                  | 0 | 2             | 2             | 4                    | 16 |

## Risultati

### Uomini

#### Categoria "Giovani"

##### Sprint 7,5 km
| Pos. | Atleta               | Nazione    | Tempo   |
| ---- | -------------------- | ---------- | ------- |
| 1    | Alex Cisar           | Slovenia   | 20:27,3 |
| 2    | Lovro Planko         | Slovenia   | 20:57,9 |
| 3    | Otto Invenius        | Finlandia  | 20:58,7 |
| 4    | Vladislav Kireev     | Kazakistan | 21:04,7 |
| 5    | Tomáš Mikyska        | Rep. Ceca  | 21:09,0 |
| 6    | Vetle Paulsen        | Norvegia   | 21:09,7 |
| 7    | Maksim Fomin         | Lituania   | 21:10,7 |
| 8    | Rémi Broutier        | Francia    | 21:13,7 |
| 9    | Oscar Lombardot      | Francia    | 21:16,8 |
| 10   | George Marian Coltea | Romania    | 21:18,9 |

1 febbraio

##### Inseguimento 10 km
| Pos. | Atleta           | Nazione   | Tempo   |
| ---- | ---------------- | --------- | ------- |
| 1    | Alex Cisar       | Slovenia  | 27:59,7 |
| 2    | Rémi Broutier    | Francia   | 28:59,3 |
| 3    | Vetle Paulsen    | Norvegia  | 29:42,8 |
| 4    | Tommaso Giacomel | Italia    | 29:56,4 |
| 5    | Oscar Lombardot  | Francia   | 29:59,4 |
| 6    | Niklas Hartweg   | Svizzera  | 30:15,9 |
| 7    | Otto Invenius    | Finlandia | 30:18,5 |
| 8    | Maksim Fomin     | Lituania  | 30:34,2 |
| 9    | Tomáš Mikyska    | Rep. Ceca | 30:44,3 |
| 10   | Lovro Planko     | Slovenia  | 30:49,1 |

3 febbraio

##### Individuale 12,5 km
| Pos. | Atleta           | Nazione     | Tempo   |
| ---- | ---------------- | ----------- | ------- |
| 1    | Niklas Hartweg   | Svizzera    | 35:37,1 |
| 2    | Trym Gerhardsen  | Norvegia    | 36:02,4 |
| 3    | Jakub Kocián     | Rep. Ceca   | 36:10,8 |
| 4    | Vladislav Kireev | Kazakistan  | 36:14,0 |
| 5    | Hans Köllner     | Germania    | 36:43,4 |
| 6    | Iacopo Leonesio  | Italia      | 36:48,8 |
| 7    | Anton Vidmar     | Slovenia    | 36:57,7 |
| 8    | Alex Cisar       | Slovenia    | 37:06,5 |
| 9    | Ivan Tulacin     | Bielorussia | 37:18,9 |
| 10   | Otto Invenius    | Finlandia   | 37:21,7 |

27 gennaio

##### Staffetta 3x7,5 km
| Pos. | Nazione    | Atleti                                           | Tempo     |
| ---- | ---------- | ------------------------------------------------ | --------- |
| 1    | Germania   | Hendrik Rudolph Darius Philipp Lodl Hans Köllner | 1:01:50,6 |
| 2    | Slovenia   | Anton Vidmar Lovro Planko Alex Cisar             | 1:08:31,5 |
| 3    | Italia     | Iacopo Leonesio Tommaso Giacomel Didier Bionaz   | 1:02:31,9 |
| 4    | Kazakistan | Kiril Bauer Nikita Akimov Vladislav Kireev       | 1:02:32,1 |
| 5    | Ucraina    | Vladyslav Romančič Dmytro Hruščak Roman Borovyk  | 1:03:22,4 |

29 gennaio

#### Categoria "Juniores"

##### Sprint 10 km
| Pos. | Atleta                 | Nazione     | Tempo   |
| ---- | ---------------------- | ----------- | ------- |
| 1    | Vebjørn Sørum          | Norvegia    | 25:42,9 |
| 2    | Said Karimulla Khalili | Russia      | 25:57,3 |
| 3    | Sivert Guttorm Bakken  | Norvegia    | 26:19,2 |
| 4    | Bogdan Cymbal          | Ucraina     | 26:24,8 |
| 5    | Tuuka Invenius         | Finlandia   | 26:25,1 |
| 6    | Jaakko Ranta           | Finlandia   | 26:31,0 |
| 7    | Julian Hollandt        | Germania    | 26:32,6 |
| 8    | Il'naz Muchamedžanov   | Russia      | 26:38,0 |
| 9    | Dzmitryj Lazouski      | Bielorussia | 26:39,2 |
| 10   | Jakub Štvrtecký        | Rep. Ceca   | 26:42,3 |

2 febbraio

##### Inseguimento 12,5 km
| Pos. | Atleta                      | Nazione   | Tempo   |
| ---- | --------------------------- | --------- | ------- |
| 1    | Vebjørn Sørum               | Norvegia  | 32:47,2 |
| 2    | Martin Bourgeois République | Francia   | 32:53,4 |
| 3    | Sivert Guttorm Bakken       | Norvegia  | 32:59,8 |
| 4    | Said Karimulla Khalili      | Russia    | 33:00,1 |
| 5    | Tim Grotian                 | Germania  | 33:21,9 |
| 6    | Daniele Cappellari          | Italia    | 33:27,1 |
| 7    | Danilo Riethmüller          | Germania  | 33:35,9 |
| 8    | Émilien Claude              | Francia   | 33:40,4 |
| 9    | Bogdan Zymbal               | Ucraina   | 33:47,1 |
| 10   | Jakub Štvrtecký             | Rep. Ceca | 33:47,5 |

3 febbraio

##### Individuale 15 km
| Pos. | Atleta                      | Nazione     | Tempo   |
| ---- | --------------------------- | ----------- | ------- |
| 1    | Martin Bourgeois République | Francia     | 44:30,1 |
| 2    | Mikita Labastaŭ             | Bielorussia | 44:33,0 |
| 3    | Danilo Riethmüller          | Germania    | 44:34,3 |
| 4    | Julian Hollandt             | Germania    | 44:37,7 |
| 5    | Sebastian Stalder           | Svizzera    | 45:31,2 |
| 6    | Danil Beleckij              | Kazakistan  | 45:38,7 |
| 7    | Nico Salutt                 | Svizzera    | 45:51,9 |
| 8    | Patrick Braunhofer          | Italia      | 45:59,3 |
| 9    | Tim Grotian                 | Germania    | 46:02,2 |
| 10   | Fredrik Grusd               | Norvegia    | 46:14,9 |

28 gennaio

##### Staffetta 4x7,5 km
| Pos. | Nazione  | Atleti                                                                        | Tempo     |
| ---- | -------- | ----------------------------------------------------------------------------- | --------- |
| 1    | Russia   | Said Karimulla Khalili Il'naz Muchamedžanov Vadim Istamgulov Vasilij Tomšin   | 1:20:13,5 |
| 2    | Germania | Julian Hollandt Tim Grotian Philipp Lipowitz Danilo Riethmüller               | 1:20:14,5 |
| 3    | Italia   | Michael Durand Patrick Braunhofer Cedric Christille Daniele Cappellari        | 1:20:15,3 |
| 4    | Norvegia | Jørgen Brendengen Krogsæter Fredrik Grusd Vebjørn Sørum Sivert Guttorm Bakken | 1:21:51,3 |
| 5    | Francia  | Sébastien Mahon Thomas Briffaz Martin Bourgeois République Émilien Claude     | 1:22:06,5 |

30 gennaio

### Donne

#### Categoria "Giovani"

##### Sprint 6 km
| Pos. | Atleta                  | Nazione     | Tempo   |
| ---- | ----------------------- | ----------- | ------- |
| 1    | Maren Bakken            | Norvegia    | 17:31,6 |
| 2    | Amy Baserga             | Svizzera    | 17:56,4 |
| 3    | Marte Møller            | Norvegia    | 18:01,1 |
| 4    | Anna Gandler            | Austria     | 18:12,0 |
| 5    | Anne Bünemann de Besche | Norvegia    | 18:17,9 |
| 6    | Ukaleq Astri Slettemark | Groenlandia | 18:18,3 |
| 7    | Camille Bened           | Francia     | 18:19,6 |
| 8    | Laura Boucaud           | Francia     | 18:36,5 |
| 9    | Tereza Jandová          | Rep. Ceca   | 18:42,9 |
| 10   | Zuzana Remeňová         | Slovacchia  | 18:44,2 |

1 febbraio

##### Inseguimento 7,5 km
| Pos. | Atleta                  | Nazione     | Tempo   |
| ---- | ----------------------- | ----------- | ------- |
| 1    | Amy Baserga             | Svizzera    | 24:15,6 |
| 2    | Tereza Voborníková      | Rep. Ceca   | 24:23,8 |
| 3    | Maren Bakken            | Norvegia    | 24:29,4 |
| 4    | Ukaleq Astri Slettemark | Groenlandia | 24:39,7 |
| 5    | Anne Bünemann de Besche | Norvegia    | 24:48,7 |
| 6    | Synne Owren             | Norvegia    | 25:03,0 |
| 7    | Marte Møller            | Norvegia    | 25:07,8 |
| 8    | Oksana Moskalenko       | Ucraina     | 25:33,0 |
| 9    | Anna Gandler            | Austria     | 25:35,6 |
| 10   | Anastasija Batmanova    | Russia      | 25:45,2 |

3 febbraio

##### Individuale 10 km
| Pos. | Atleta                  | Nazione     | Tempo   |
| ---- | ----------------------- | ----------- | ------- |
| 1    | Ukaleq Astri Slettemark | Groenlandia | 31:49,3 |
| 2    | Tereza Voborníková      | Rep. Ceca   | 33:04,1 |
| 3    | Heidi Nikkinen          | Finlandia   | 33:09,6 |
| 4    | Tereza Jandová          | Rep. Ceca   | 33:20,1 |
| 5    | Beatrice Trabucchi      | Italia      | 33:26,1 |
| 6    | Camille Bened           | Francia     | 33:34,8 |
| 7    | Amy Baserga             | Svizzera    | 33:41,8 |
| 8    | Hanna-Michéle Hermann   | Germania    | 33:51,7 |
| 9    | Amina Ivanova           | Russia      | 33:54,2 |
| 10   | Rebecca Passler         | Italia      | 34:25,9 |

27 gennaio

##### Staffetta 3x6 km
| Pos. | Nazione  | Atleti                                               | Tempo   |
| ---- | -------- | ---------------------------------------------------- | ------- |
| 1    | Norvegia | Maren Bakken Marte Møller Anne Bünemann de Besche    | 57:19,2 |
| 2    | Germania | Lisa Maria Spark Mareike Braun Hanna-Michéle Hermann | 57:36,9 |
| 3    | Francia  | Laura Boucaud Coline Pasteur Paula Botet             | 58:44,6 |
| 4    | Polonia  | Karolina Janko Daria Gembicka Patrycja Stanek        | 59:02,7 |
| 5    | Slovenia | Lena Repinc Kaja Zorč Živa Klemenčič                 | 59:09,5 |

29 gennaio

#### Categoria "Juniores"

##### Sprint 7,5 km
| Pos. | Atleta           | Nazione  | Tempo   |
| ---- | ---------------- | -------- | ------- |
| 1    | Ekaterina Bech   | Ucraina  | 21:03,6 |
| 2    | Kamila Żuk       | Polonia  | 21:15,7 |
| 3    | Hanna Kebinger   | Germania | 21:17,6 |
| 4    | Elvira Öberg     | Svezia   | 21:17,8 |
| 5    | Sophie Chauveau  | Francia  | 21:18,6 |
| 6    | Milena Todorova  | Bulgaria | 21:26,6 |
| 7    | Irina Kazakevič  | Russia   | 21:30,2 |
| 8    | Fanqi Meng       | Cina     | 21:30,4 |
| 9    | Juliane Frühwirt | Germania | 21:31,3 |
| 10   | Anna Kryvonos    | Ucraina  | 24:34,9 |

2 febbraio

##### Inseguimento 10 km
| Pos. | Atleta                   | Nazione     | Tempo   |
| ---- | ------------------------ | ----------- | ------- |
| 1    | Ekaterina Bech           | Ucraina     | 31:23,8 |
| 2    | Hanna Kebinger           | Germania    | 31:32,9 |
| 3    | Sophie Chauveau          | Francia     | 31:40,2 |
| 4    | Nadia Moser              | Canada      | 31:51,5 |
| 5    | Lou Jeanmonnot           | Francia     | 32:03,9 |
| 6    | Marthe Krakstad Johansen | Norvegia    | 32:08,7 |
| 7    | Hilde Fosse              | Norvegia    | 32:13,6 |
| 8    | Nika Vindišar            | Slovenia    | 32:23,1 |
| 9    | Joanna Jakieła           | Polonia     | 32:24,2 |
| 10   | Chloe Levins             | Stati Uniti | 32:30,0 |

3 febbraio

##### Individuale 12,5 km
| Pos. | Atleta              | Nazione  | Tempo   |
| ---- | ------------------- | -------- | ------- |
| 1    | Fanqi Meng          | Cina     | 40:06,7 |
| 2    | Juliane Frühwirt    | Germania | 41:14,5 |
| 3    | Franziska Pfnür     | Germania | 41:42,5 |
| 4    | Tat'jana Voronova   | Russia   | 41:52,3 |
| 5    | Mari Wetterhus      | Norvegia | 42:09,4 |
| 6    | Tamara Steiner      | Austria  | 42:13,1 |
| 7    | Kamila Żuk          | Polonia  | 42:15,5 |
| 8    | Samuela Comola      | Italia   | 42:20,6 |
| 9    | Hanna Kebinger      | Germania | 42:30,1 |
| 10   | Irene Lardschneider | Italia   | 42:46,0 |

28 gennaio

##### Staffetta 3x6 km
| Pos. | Nazione  | Atleti                                             | Tempo   |
| ---- | -------- | -------------------------------------------------- | ------- |
| 1    | Francia  | Camille Bened Sophie Chauveau Lou Jeanmonnot       | 54:26,4 |
| 2    | Germania | Franziska Pfnür Hanna Kebinger Juliane Frühwirt    | 54:41,5 |
| 3    | Svezia   | Amanda Lundström Annie Lind Elvira Öberg           | 55:03,0 |
| 4    | Italia   | Samuela Comola Irene Lardschneider Michela Carrara | 55:03,8 |
| 5    | Norvegia | Mari Wetterhus Hilde Fosse Juni Arnekleiv          | 55:04,3 |

30 gennaio

## Medagliere per nazioni
| Pos. | Nazione     | Oro | Argento | Bronzo | Totale |
| ---- | ----------- | --- | ------- | ------ | ------ |
| 1    | Norvegia    | 4   | 1       | 5      | 10     |
| 2    | Francia     | 2   | 2       | 2      | 6      |
| 3    | Slovenia    | 2   | 2       | 0      | 4      |
| 4    | Svizzera    | 2   | 1       | 0      | 3      |
| 5    | Ucraina     | 2   | 0       | 0      | 2      |
| 6    | Germania    | 1   | 5       | 3      | 9      |
| 7    | Russia      | 1   | 1       | 0      | 2      |
| 8    | Cina        | 1   | 0       | 0      | 1      |
| 8    | Groenlandia | 1   | 0       | 0      | 1      |
| 10   | Rep. Ceca   | 0   | 2       | 1      | 3      |
| 11   | Bielorussia | 0   | 1       | 0      | 1      |
| 11   | Polonia     | 0   | 1       | 0      | 1      |
| 13   | Finlandia   | 0   | 0       | 2      | 2      |
| 13   | Italia      | 0   | 0       | 2      | 2      |
| 15   | Svezia      | 0   | 0       | 1      | 1      |